# Vườn quốc định Minami Bōsō
Vườn quốc định Minami-Bōsō (南房総国定公園 Minami-Bōsō Kokutei Kōen) là một vườn quốc gia dự kiến nằm trong khu vực Kanto, Honshu, Nhật Bản. Nó được đánh giá là một Khu bảo vệ cảnh quan (loại V) theo IUCN. Khu bảo tồn này bao gồm nhiều phần tách biệt trong những khu vực ven biển phía nam bán đảo Boso, từ mũi Futtsu trên vịnh Tokyo về phía tây, đến mũi Inubō bên Thái Bình Dương ở phía đông. Một phần của khu vực nằm ngoài khơi thành phố Katsuura đã được chỉ định là một công viên biển kể từ ngày 7 tháng 6 năm 1974. Với vị trí của gần đến Tokyo, và khí hậu ôn hòa, khu vực này thu hút nhiều du khách đến với các môn thể thao dưới nước, cắm trại, và ngắm các loài hoa.
Các địa điểm đáng chú ý tại khu bảo tồn này phải kể đến Vịnh Tateyama, các Mũi Myōgane, Taito, Hachiman, Hachiman Katsuura, Hải đăng Nojimazaki, Núi Tomi và Nokogiri.